# Edi Rama

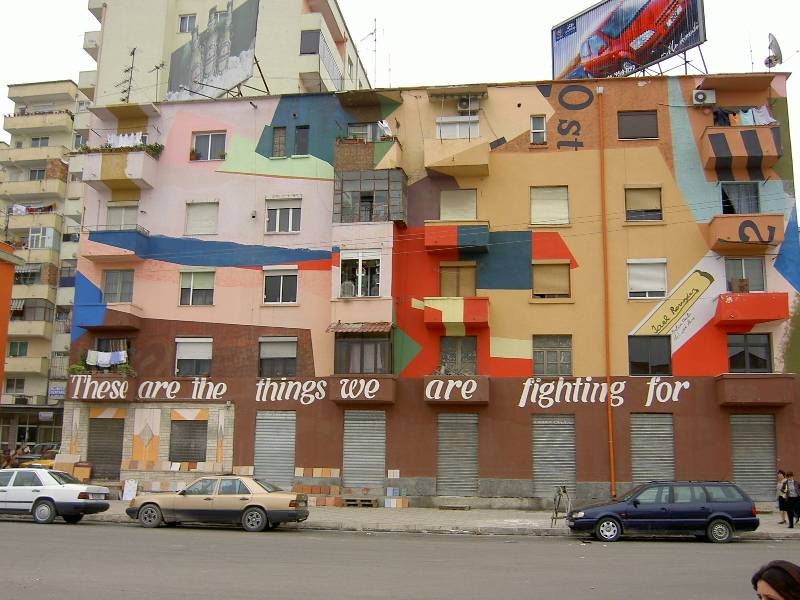
Blok w Tiranie, pomalowany w charakterystyczne kolory w ramach projektu burmistrza Ediego Ramy

Edi Rama (ur. 4 lipca 1964 w Tiranie jako Edvin Kristaq Rama) – albański polityk, artysta wizualny, malarz, wykładowca i samorządowiec, minister kultury, młodzieży i sportu (1998–2000), burmistrz Tirany w latach 2000–2011, od 2005 przewodniczący Socjalistycznej Partii Albanii, deputowany, od 2013 premier Albanii, w latach 2019–2020 równocześnie minister spraw zagranicznych.

## Życiorys

### Wykształcenie i działalność zawodowa
Jego ojciec Kristaq Rama był rzeźbiarzem i działaczem komunistycznym. Edi Rama w młodości trenował koszykówkę w klubie Dinamo Tirana, był też zawodnikiem kadry narodowej w tej dyscyplinie. Studiował malarstwo w Wyższym Instytucie Sztuk w Tiranie. Na początku lat 90. uczestniczył w protestach studenckich, których uczestnicy zgłaszali postulaty demokratyzacji. Został nauczycielem akademickim na macierzystej uczelni (przekształconej w Akademię Sztuk w Tiranie), obejmując stanowisko profesora. Zajmował się też działalnością artystyczną. Jego prace malarskie w latach 90. były prezentowane na wystawach w Tiranie, Nowym Jorku, Frankfurcie nad Menem, Berlinie czy São Paulo. Wraz z publicystą Ardianem Klosim opublikował książkę Refleksione. Od 1994 mieszkał i pracował we Francji.

### Działalność polityczna do 2013
Należał do krytyków pierwszego demokratycznego prezydenta Salego Berishy. W 1997 w Tiranie padł ofiarą napadu dokonanego przez nieustalonych sprawców. Edi Rama uznał ten atak za represję ze strony władzy. W 1998 zastąpił Artę Dade na stanowisku ministra kultury, młodzieży i sportu w gabinecie, którym kierował Fatos Nano. Urząd ten sprawował również w kolejnych socjalistycznych rządach do października 2000.
Wcześniej w tym samym miesiącu wygrał wybory na burmistrza Tirany; kandydował jako niezależny z poparciem Socjalistycznej Partii Albanii, pokonując przedstawiciela demokratów Besnika Mustafaja. Dwukrotnie z powodzeniem ubiegał się o reelekcję – w październiku 2003 i w lutym 2007. W trakcie urzędowania podejmował działania na rzecz zmiany wizerunku i zabudowy miasta, obejmujące likwidację samowoli budowlanych, przemalowanie fasad wielu budynków w charakterystyczne (jaskrawe i różnorodne) kolory, rewitalizację powierzchni zielonych oraz naprawę i budowę nowej infrastruktury miejskiej. Za tę działalność wyróżniono go tytułem „World Mayor 2004”, a także umieszczono na liście „European Heroes 2005” magazynu „Time”. Krytycy zarzucali mu brak rozwiązań dotyczących m.in. zaopatrzenia miasta w energię elektryczną i wodę, ruchu ulicznego czy zanieczyszczenia, a także zaniedbanie przedmieść.
W październiku 2003 Edi Rama wstąpił do Socjalistycznej Partii Albanii. We wrześniu 2005, wkrótce po wyborczej porażce postkomunistów, Fatos Nano zrezygnował z kierowania partią. 9 października tegoż roku burmistrz Tirany został nowym przewodniczącym ugrupowania, pokonując byłego prezydenta Rexhepa Meidaniego, wspieranego przez dotychczasowego lidera. Socjaliści pozostali w opozycji również w kolejnej kadencji parlamentu. Jako lider opozycji Edi Rama należał do głównych krytyków premiera Salego Berishy i jego środowiska politycznego. Zarzucał sfałszowanie wyborów w 2009 (czego nie stwierdziły obserwujące wybory organizacje międzynarodowe), ze swoim ugrupowaniem stosował bojkot legislacyjny (wykorzystywany uprzednio przez obie główne partie), a także organizował demonstracje w stolicy. W maju 2011 bezskutecznie ubiegał się o urząd burmistrza na czwartą kadencję, niewielką różnicą głosów pokonał go wówczas Lulzim Basha (co zostało potwierdzone również w postępowaniu sądowym).

### Działalność polityczna od 2013
Przed kolejnymi wyborami w 2013 lider socjalistów przedstawił zmieniony program wyborczy. Doprowadził też do zawiązania wielopartyjnej koalicji, do której weszło m.in. ugrupowanie Ilira Mety, dotychczasowego sojusznika demokratów. Blok ten zwyciężył w głosowaniu z czerwca 2013, uzyskując 83 mandaty w Zgromadzeniu Albanii. Jeden z nich przypadł Ediemu Ramie, który 10 września 2013 otrzymał od prezydenta Bujara Nishaniego misję utworzenia nowego gabinetu. Funkcję tę objął 15 września 2013.
Socjaliści samodzielnie wygrywali kolejne wybory w 2017, 2021 i 2025, uzyskując większość bezwzględną w 140-osobowym Zgromadzeniu Albanii. Edi Rama uzyskiwał wówczas ponownie mandat deputowanego.
Swój drugi rząd sformował 13 września 2017. W styczniu 2019 prezydent Ilir Meta odmówił powołania wiceministra Genta Cakaja na ministra spraw zagranicznych. Doprowadziło to do sporu z premierem, który sam w tym miesiącu objął urząd ministra spraw zagranicznych, wyznaczając następnie Genta Cakaja na pełniącego obowiązki ministra. Formalnie zajmował to stanowisko do końca grudnia 2020, gdy na czele resortu stanęła Olta Xhaçka. W 2020 pełnił funkcję przewodniczącego OBWE. 18 września 2021 lider socjalistów po raz trzeci objął urząd premiera.

## Życie prywatne
Dwukrotnie żonaty; jego pierwszą żoną była Matilda Makoçi, małżeństwo zakończyło się rozwodem. Jego drugą żoną została Linda z domu Basha. Ma troje dzieci. Swoje imię na Edi zmienił urzędowo w 2002.

## Odznaczenia
- Order Księcia Jarosława Mądrego I klasy (Ukraina, 2023)[18]